# 长鬼螳属
长鬼螳属（学名：Dilatempusa），也称闊錐螳屬，为椎头螳科的一个属。

## 下属物种
本属包括以下物种：
- 埃及长鬼螳 Dilatempusa aegyptiaca Giglio-Tos, 1917